# Lendizen

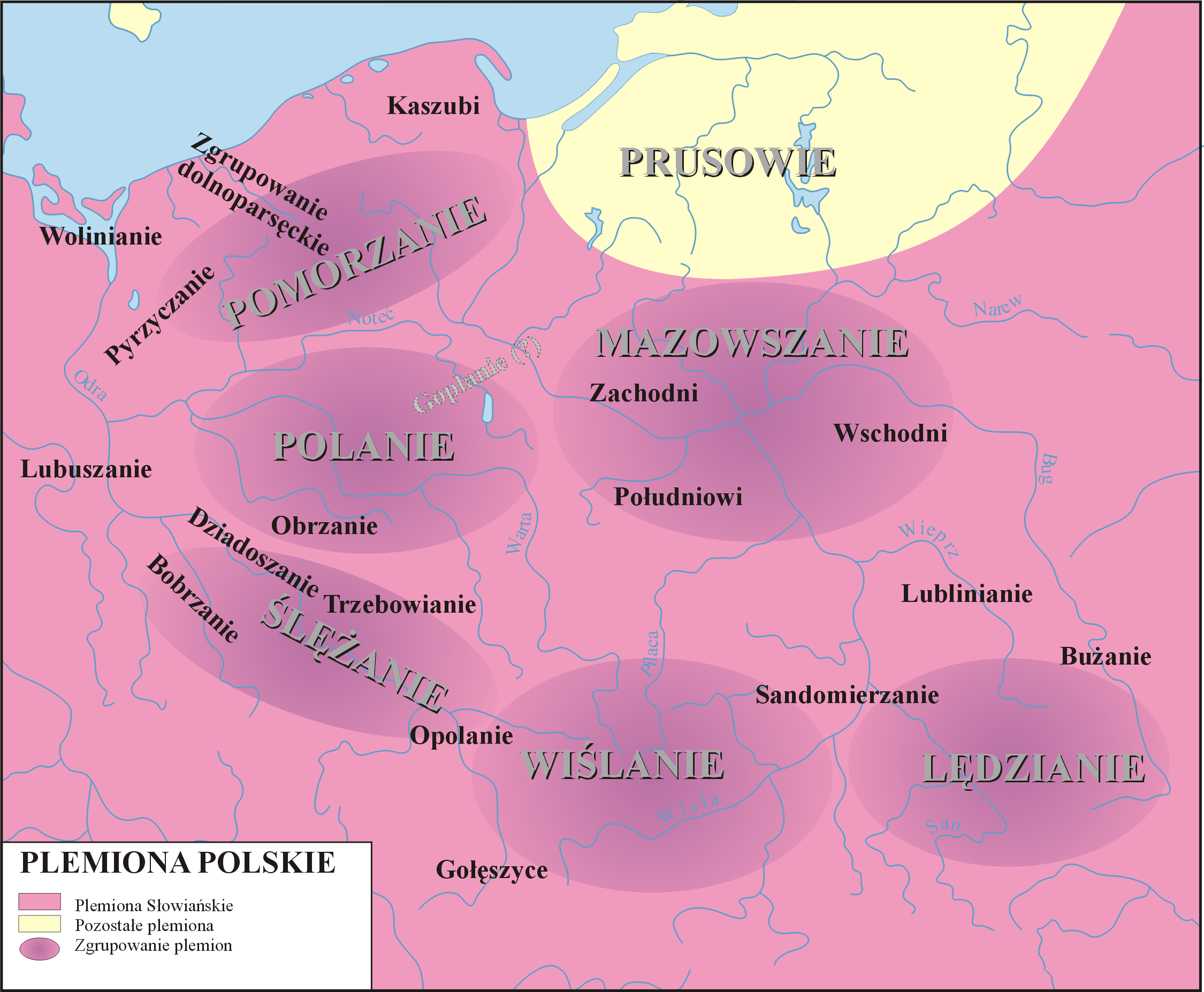
Mögliche Verbreitungsgebiete westslawischer Volksstämme. Die Lendizen finden sich unten rechts.

Die Lendizen, auch Ljachen oder Lachen, (lateinisch Lendizi, griechisch  Λενζανηνοί Lenzanenoi oder Λενζανίνοι Lenzaninoi, altrussisch ляхи ljachi, altisländisch Laesir, Laesar oder Ljachar, polnisch Lędzianie) waren ein Volksstamm im Grenzbereich zwischen den Westslawen und Ostslawen auf dem Gebiet des heutigen Polen.
Der Name des Stammes ist wahrscheinlich der Ursprung für die Namen von Polen in der Ukraine (umgangssprachlich Ляхи), Ungarn (Lengyelek) und Litauen (Lenkas), analog zur Bezeichnung Alamannen für Deutsche oder Deutschland in Frankreich und Spanien. Auffällig ist auch die lautliche Nähe zu Lech, einer Sage nach der Urvater Polens. Nach J. Karłowicz wurde dieser Terminus durch die walachischen Hirten entlang der Westkarpaten als Bezeichnung für die polnische bzw. westslawische Bewohner der Täler/Flachländer verbreitet.

## Geographische Lage
Zu 981 werden in der Nestorchronik die ljachischen Burgen Czerwień (Tscherwen) und Przemyśl – das Rotburgenland – genannt. Ob noch weitere Burgen dazu gehörten, ist nicht klar.
Die Nestorchronik nennt für den Anfang der Welt an der Ostsee die Stämme der Svear, der Rus, der Tschuden und der Ljachen. Sie schreibt an anderer Stelle, „Slawen“ hätten sich an der Weichsel niedergelassen, diese hätten sich Ljachen genannt, diese dann Polanen, Masowier, Pomeranen und Lusitzer. Möglicherweise umfasste der Begriff bis zum Ende des 10. Jahrhunderts weite Teile des heutigen Polens ohne Schlesien und die Gegend um Krakau. Die Lendizen werden allerdings im 9. Jahrhundert neben zahlreichen anderen Stämmen im heutigen Polen genannt.

## Geschichte
Der Bayerische Geograph erwähnte im 9. Jahrhundert Lendizi mit 98 civitates (lateinisch Lendizi habent ciuitates XCVIII).
Für das Jahr 944 berichteten Konstantin VII. Porphyrogennetos und die Nestorchronik von einem Fürsten der Lendizen mit Namen Bousebouze bzw. Wladislaw, der mit dem Kiewer Fürsten Oleg nach Konstantinopel führe.
981 eroberte der Kiewer Fürst Wladimir I. die Burgen Czerwień und Przemyśl. 1018 gingen diese an den polnischen Herrscher Bolesław Chrobry. 1031 bei der erneuten Eroberung durch Jaroslaw der Weise wurden die Burgen wieder als „ljachisch“ bezeichnet.